# Tekke, Elmalı
Tekke là một xã thuộc huyện Elmalı, tỉnh Antalya, Thổ Nhĩ Kỳ. Dân số thời điểm năm 2011 là 1.115 người.